# Lars Eric Götlin

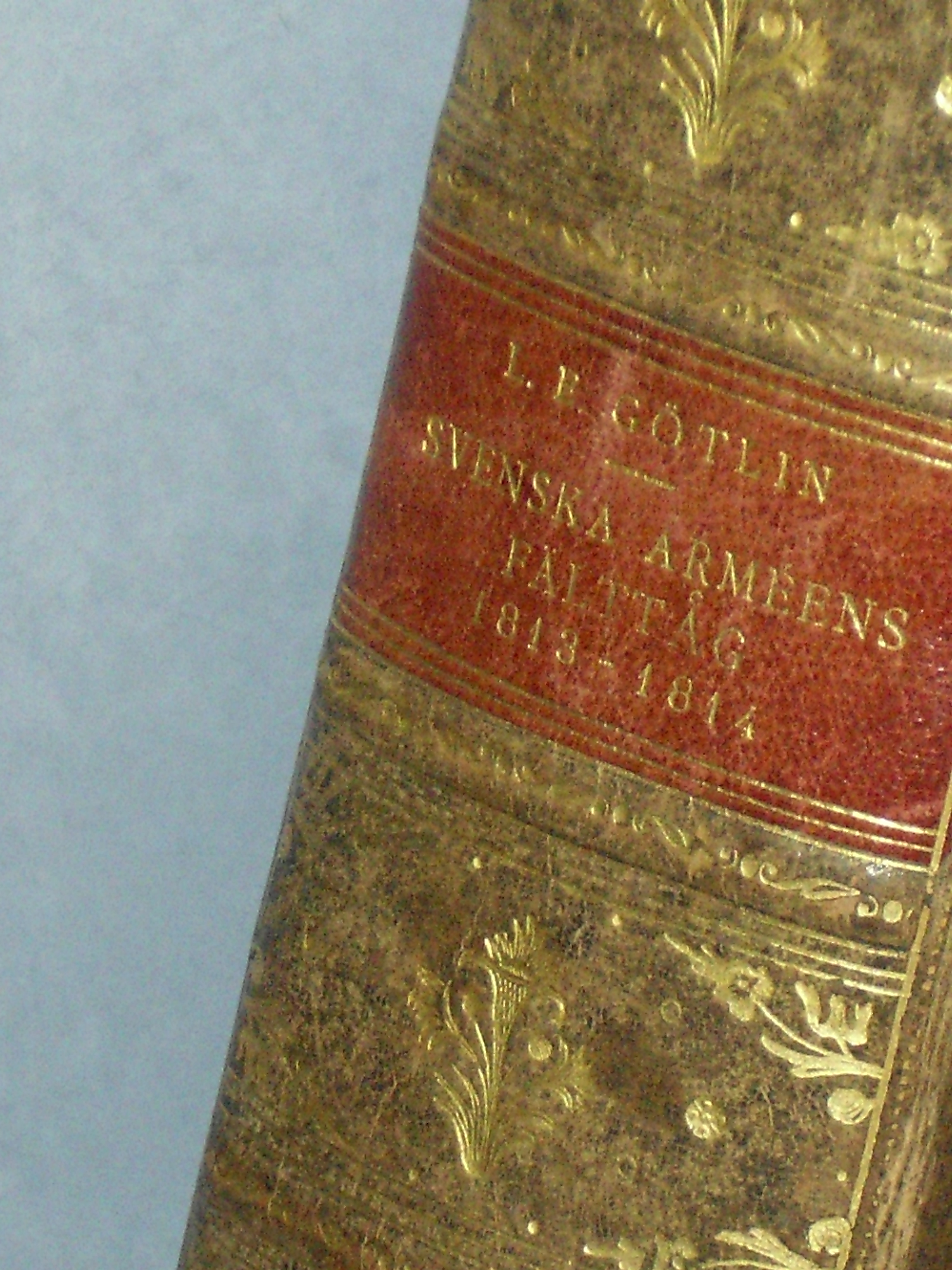
Bilden visar ryggen på de samlade banden i en volym.

Lars Eric Götlin, född 1783, död 1822, var en svensk präst, författare och etsare. 

## Biografi
Götlin var son till stadsfiskalen i Askersund Lars Götlin (1754–1795) och brorson till professorn och numismatikern Eric Götlin i Uppsala. Götlin inskrevs 1802 vid Uppsala universitet där farbrodern då var rektor. Under dennes presidium disputerade Götlin 1806 för magistergraden på en numismatisk avhandling.
Götlin deltog som fältpastor i den svenska armén under Napoleonkrigen 1813 och 1814 och i kriget mot Danmark under ledning av kronprinsen Karl Johan. Om sina upplevelser under dessa fälttåg skrev Lars Erik Götlin tre böcker, Anteckningar under Svenska Arméns Fälttåg 1813 och 1814. Böckerna är delvis krigsredogörelser för Sveriges sista krig men framför allt reseskildringar i krigens spår.
Utöver som präst och författare var Götlin även konstnärligt verksam som etsare och porträttecknare.
Vid tiden för sin tidiga död hade Götlin precis utnämnts till kyrkoherde i Rytterne församling, men hann aldrig tillträda denna tjänst.